# Újezd nade Mží (zámek)
Újezd nade Mží je zámek ve stejnojmenné obci v okrese Plzeň-sever. Postaven byl přibližně v polovině sedmnáctého století. Zámecký areál, do kterého patří soubor správních a hospodářských budov, je chráněn jako kulturní památka ČR.

## Historie
Předchůdcem zámku byla tvrz zkonfiskovaná spolu s panstvím Joštovi Adamovi Širntyngarovi ze Širntyngu za účast na stavovském povstání. První písemná zmínka o ní pochází z roku 1623, kdy panství koupil za 9437 kop míšeňských grošů Severin Táhlo z Horštejna. Majetek zdědila Severinova dcera Kateřina provdaná za Jana Jindřicha z Bedeberka. Jindřich z Bedeberka byl plzeňským primátorem a roku 1650 prodal Theofilu Kleovi z Roudné. Někdy v té době byl nejspíše na místě dříve vyhořelé tvrze postaven barokní zámek.
Theofil Kleo z Roudné zemřel roku 1666 a jeho dědici se nemohli dohodnout na rozdělení majetku, až zemský soud rozhodl o jeho prodeji. Panství tvořené jedinou vesnicí roku 1673 koupila Maria Steinbachová z Kranichštejna, jejímž potomkům patřilo až do osmnáctého století, kdy jej Karel Maxmilián Vilém Steinbach musel kvůli dluhům roku 1723 prodat. Roku 1725 byl majitelem statku Karel ze Schönau, po kterém se jako majitelé vystřídali František Josef Kölisch, Judita Saidlrová z Wolfsfeldu a od roku 1790 Schirndingové. Za Karla Schirndinga byl roku 1817 zámek přestavěn v klasicistním slohu, i když podle Augusta Sedláčka byl v témže roce zámek teprve postaven.

## Stavební podoba

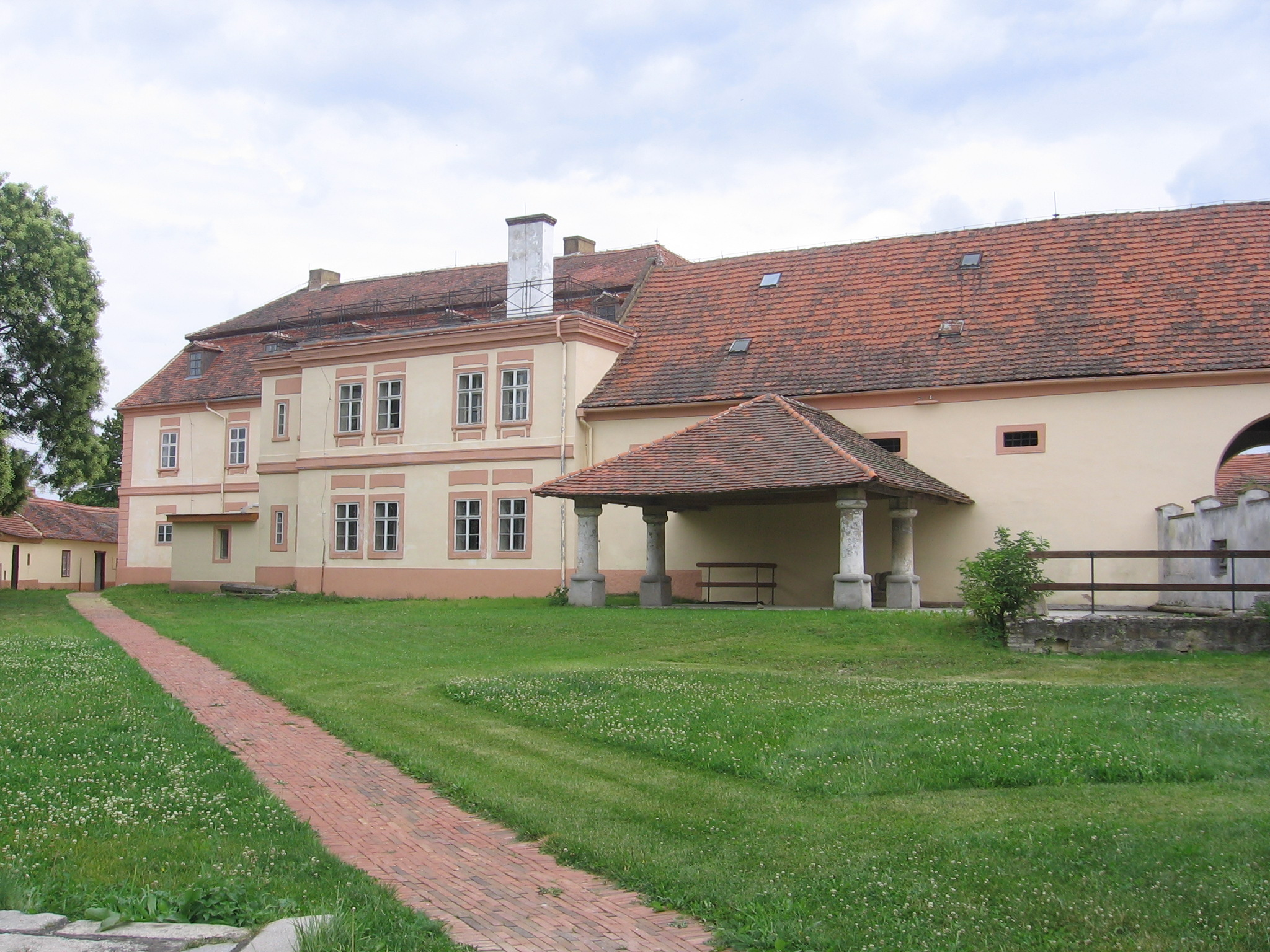
Západní průčelí zámku se stodolou

Zámek je součástí hospodářského dvora, který se nachází na jihozápadním okraji vesnice. Ze starší renesanční tvrze se dochovaly pouze sklepy a část zdiva sýpky. K západní straně zámku přiléhá bývalá zahrada, zatímco na jižní straně areálu je neudržovaný park obehnaný cihlovou zdí členěnou pilíři a fasádou zdobenou lizénami a pilastry.
Hlavní zámecká budova má obdélný půdorys a jedno menší boční křídlo. Její fasádu člení nárožní bosáž a dvojitá okna v šambránách. Přízemní prostory jsou zaklenuté valenou klenbou, zatímco pokoje v prvním patře mají ploché stropy. Na jižní stranu navazuje patrová podsklepená sýpka s průjezdem do dvora. Vpravo od průjezdu je zazděný segmentový portál a ještě více vpravo další obdélný portál. Součástí areálu je správní budova naproti zámku, dvoje stáje, dvě stodoly, deputátnický domek a bývalý skleník využívaný jako koňské stáje. Správní budova má obdélný půdorys a fasády členěné lizénami a dvoukřídlými okny krytými v přízemí plochými římsami.